# Etlingera australasica
Etlingera australasica är en enhjärtbladig växtart som först beskrevs av Rosemary Margaret Smith, och fick sitt nu gällande namn av Rosemary Margaret Smith. Etlingera australasica ingår i släktet Etlingera och familjen Zingiberaceae. Inga underarter finns listade i Catalogue of Life.